# (72571) 2001 ED14
(72571) 2001 ED14 – planetoida z pasa głównego asteroid okrążająca Słońce w ciągu 5,13 lat w średniej odległości 2,97 j.a. Odkryta 15 marca 2001 roku.